# Adrien Marie Devienne
Pour les articles homonymes, voir Devienne.
Adrien Marie Devienne né le 3 février 1802 à Lyon et mort le 9 juillet 1883 à Chaponost, est un juriste et homme politique français.

## Biographie
Adrien-Marie Devienne devient magistrat à l'âge de 23 ans. Il est alors juge-auditeur au tribunal de Lyon puis à celui de Saint-Étienne, le 3 mai 1827. Il exerce ensuite la charge de substitut du procureur du roi, à Trévoux le 27 septembre de la même année, puis à Montbrison, à partir du 20 février 1828. Il continue d'enchaîner de nouvelles fonctions, d'abord conseiller auditeur à la cour judiciaire de Lyon à compter du 6 septembre 1829, il devient conseiller titulaire le 8 octobre de la même année, puis président du tribunal civil le 18 juillet 1837.
Sous la monarchie de Juillet, il est élu membre de la Chambre des députés, le 1er février 1845, par 447 voix sur 580 au sein du quatrième collège électoral du Rhône. Il s'agit d'un député conservateur, réélu le 1er août 1846 par 499 sur 592, dans la même circonscription. Il n'a pas de fonction judiciaire et politique au début de la IIe République, ayant soutenu avec conviction la politique de Guizot.
Le premier président de la République Louis-Napoléon Bonaparte nomme Adrien-Marie Devienne procureur général de Bordeaux le 11 février 1850 puis de Lyon le 30 novembre 1852. Il participe aux équipes municipales des deux villes et est ainsi président de la commission municipale de Lyon entre 1852 et 1858. Il poursuit sa carrière à Paris, en tant que premier président de la Cour impériale, alors que le Second Empire est proclamé. Il participe à des débats importants : « affaire Mirés, procès Patterson-Bonaparte, palais de l'exposition d'Auteuil, etc. ». Il est nommé sénateur d'Empire le 15 mars 1865, et est rapporteur du projet de loi sur la presse de 1868 et de celui sur de 1869 sur la libéralisation parlementaire.
Il est premier président de la Cour de cassation à partir du 8 mars 1869 et brièvement président du Sénat en 1869. Il part de Paris après la chute de l'Empire, est mis en cause lors de la publication d'une correspondance secrète concernant des entremises avec une maîtresse de l’empereur, Marguerite Bellanger. Il est déféré devant la justice puis destitué en janvier 1871 ; exilé à Bruxelles, il fait appel le 2 février et en appelle à l'Assemblée nationale, qui casse le décret de destitution. D'un autre côté, la Cour de cassation déclare en juillet 1871 que l'intervention de M. Devienne dans l'affaire Bellanger « n'avait été qu'honorable, ayant eu pour résultat de prévenir un scandale public, et qu'il n'y avait lieu à poursuite disciplinaire ». Il redevient donc premier président de la Cour de cassation mais il est poussé à la retraite le 10 mars 1877 et ne bénéficie pas du titre de « président honoraire de la Cour ».

## Décorations
- Ordre national de la Légion d'honneur
  -  Chevalier de la Légion d'honneur  (1er mai 1840)
  -  Officier de la Légion d'honneur  (13 février 1852)
  -  Commandeur de la Légion d'honneur  (18 août 1854)
  -  Grand officier de la Légion d'honneur  (31 décembre 1860)

## Synthèse des mandats
Député
- du 1er février 1845 au 6 juillet 1846
- du 1er août 1846 au 24 février

Sénateur
- du 1er janvier au 1er janvier 1870

## Pour approfondir